# Scionomia rufa
Scionomia rufa là một loài bướm đêm trong họ Geometridae.